# هانس كروكر
هانس كروكر هو محرر وصحفي وسياسي أمريكي، ولد في 11 يونيو 1815، وتوفي في 16 مارس 1889. نشط حزبياً في الحزب الجمهوري والحزب الديمقراطي. وقد انتخب عمدة ميلواكي، ويسكنسن ‏.